# Ла Мадлен
Ла Мадлѐн (на италиански и на френски: La Magdeleine, от 1939 до 1946 г. Maddalena d'Aosta, Мадалена д'Аоста) е село и община в Северна Италия, автономен регион Вале д'Аоста. Разположено е на 1644 m надморска височина. Населението на общината е 116 души (към 2010 г.).